# Genpool
En genpool är summan av alla alleler (genvarianter) i en viss population. Genpooler studeras i populationsgenetik och evolutionsforskning. Genpoolen förändras framförallt av att alleler med ökad fitness ökar sin frekvens genom att dess bärare (individer) har större framgång i sin förökning genom naturligt urval och för genvarianterna vidare till nästa generation. Alleler med lägre fitness tenderar att minska sin frekvens i genpoolen. Nya alleler uppkommer genom slumpvisa mutationer. Stora förändringar i genpooler som skett under lång tid kallas evolution.